# Alexandrinsk rit
Den alexandrinska ritfamiljen används i de kyrkor som härstammar från patriarkatet i Alexandria och utgörs idag av koptisk rit och etiopisk rit, som brukas av bland annat koptisk-katolska kyrkan respektive etiopisk-katolska kyrkan.